# Лбова, Людмила Валентиновна
Людмила Валентиновна Лбова (род. 30 августа 1960, Кырен, Бурятская АССР) — советский и российский историк и археолог, доктор исторических наук (2001), профессор, специалист в области археологии и древнего искусства Сибири и Центральной Азии.

## Биография
Родилась 30 августа 1960 года в селе Кырен Тункинского района Бурятской АССР.
В 1982 году окончила исторический факультет Иркутского государственного университета.
В 1989—1993 годах училась в аспирантуре Новосибирского государственного университета на кафедре археологии и этнографии, под руководством Анатолия Пантелеевича Деревянко. В 1994 году защитила кандидатскую диссертацию на тему «Брянский палеолитический комплекс (Западное Забайкалье)».
В 1990—2004 годах работала в Бурятском институте общественных наук СО АН СССР (ныне — Институт монголоведения, буддологии и тибетологии СО РАН).
С 1992 года преподавала в Восточно-Сибирской государственной академии культуры и искусств на факультете культурно-природного достояния.
С 1993 года по 2004 год работает директором музея Бурятского научного центр СО РАН. Под её руководством в музее была осуществлена интеграция научно-творческой деятельности сотрудников музея, аспирантов Института монголоведения, буддологии и тибетологии СО РАН, студентов и преподавателей ВСГАКИ. С 2001 года музей стал членом Международной ассоциации естественноисторических музеев и членом Союза музеев России. Также Людмила Валентиновна является экспертом Росохранкультуры.
В 2001 году защитила докторскую диссертацию в Институте археологии и этнографии СО РАН на тему «Палеолит предгорных районов Западного Забайкалья».
В 2004 году — профессор кафедры археологии и этнографии гуманитарного факультета Новосибирского государственного университета. Ведущий научный сотрудник отдела каменного века ИАЭТ СО РАН. Член редколлегии издания «Вестник НГУ. Серия: История, филология».
Начиная с 2004 года по 2012 год была экспертом РГНФ.
В 2005—2016 годах — заместитель декана гуманитарного факультета по научной работе Новосибирского государственного университета. С 2011 года заведующая отделением истории и археологии здесь же. В 2015 году заведующая зеркальной лабораторией Новосибирского государственного университета «Мультидисциплинарные исследования первобытного искусства Евразии», содиректор международной лаборатории ARTEMIR. С 2016 года профессор кафедры археологии и этнографии Гуманитарного института Новосибирского государственного университета. Руководит инновационным учебно-методическим центром «Сибирская археологическая полевая школа».
На 2023 год профессор Высшей школы международных отношений Санкт-Петербургского Политехнического университета имени Петра Великого.
За годы работы в Новосибирском государственном университете подготовила более 50 дипломированных специалистов и 5 кандидатов наук. Преподавала дисциплины и читала отдельные лекции в Казахстане, Южной Корее, Франции.

## Научная и экспедиционная деятельность
Детально и обоснованно охарактеризовала этапы развития культуры человека в каменном веке Забайкалья на фоне изменения климата и природной среды. Разработала концепцию формирования видов художественной деятельности древнего человека и выявила особенности доисторического искусства Сибири. Представила методику бесконтактного исследования объектов историко-культурного наследия древнего человека.
Основные научные интересы — древняя и древнейшая история Байкальского региона, геология и археология четвертичного периода, палеолитоведение, проблемы сохранения и использования культурного наследия. Занимается разработкой методических проблем геоархеологии, изучением культур каменного века, вопросами сохранения памятников истории и культуры, музееведения. Имеются научно-теоретические и практические разработки в области охраны и использования памятников истории и культуры.
1978—1982 годах принимала участие в археологических работах в составе отрядов Иркутской комплексной археологической экспедиции на озере Байкал, Приангарье, Монголии.
1983—2005 годах участвовала в археологических исследованиях памятников Забайкалья и Монголии, включая раскопки на Варвариной Горе (1991—1993, 1999 года), Каменка (1989—1995 года), пещере Старая Брянь (1992 год), Мухор-Тала (1994—1995, 1999 года), Хотык, Хотогой-Хабсагай (1993, 1997—2000 года), Санный Мыс (1999 год), раскопки на территории Посольского монастыря (2002 год).
2006—2013 годах проводила археологические исследования памятников Приамурья, Прибайкалья, Минусинской котловины.

### Научные труды
Автор более 300 научных публикаций, среди которых: монографии, учебные пособия, научные статьи и др.:
Монографии
- Лбова Л. В., Резанов И. Н., Калмыков Н. П., Коломиец В. Л., Дергачева М. И., Феденева И. К., Вашукевич Н. В., Волков П. В., Савинова В. В., Базаров Б. А., Намсараев. Д. В. Природная среда и человек в неоплейстоцене (Западное Забайкалье и Юго-Восточное Прибайкалье). — Улан-Удэ: Издательство БНЦ СО РАН, 2003. — 208 с.
- Лбова Л. В.,  Жамбалтарова Е. Д.,  Конев В. П.. Погребальные комплексы неолита — раннего бронзового века Забайкалья (формирование архетипов первобытной культуры). — Новосибирск: Издательство Института Археологии и этнографии СО РАН, 2008. — 248 с. — ISBN 978-5-7803-0172-1.
- Лбова Л. В.,  Табарев А. В. Культура, искусство, ритуал. Происхождение и ранние этапы. — Новосибирск: Новосибирский государственный университет, 2009. — 142 с. — ISBN 978-5-94356-752-0.

Статьи
- Лбова Л. В. Палеолитическое поселение Варварина Гора // Новые палеолитические памятники Забайкалья. К Всемирному археологическому интер-конгрессу : сборник. — Чита, 1996. — С. 11—23.
- Лбова Л. В. К проблеме перехода от среднего к верхнему палеолиту (материалы западного Забайкалья) // Археология, этнография и антропология Евразии : журнал. — Новосибирск: Институт археологии и этнографии СО РАН, 2002. — № 1 (9). — С. 59—75. — ISSN 1563-0110.
- Лбова Л. В., Коломиец В. Л., Савинова В. В. Геоархеологический объект Санный Мыс: условия формирования и обстановки обитания древнего человека в западном Забайкалье // Вестник Новосибирского государственного университета. Серия: История. Филология : вестник. — Новосибирск: ФГАОУ ВО «Новосибирский национальный исследовательский государственный университет», 2007. — Т. 6, вып. 3. — С. 80—93. — ISSN 1818-7919.